# Neozephyrus tattakana
Neozephyrus tattakana är en fjärilsart som beskrevs av Matsumura 1929. Neozephyrus tattakana ingår i släktet Neozephyrus, och familjen juvelvingar. Inga underarter finns listade.